# بوونگه ماوه
بوونگه ماوه (به لهستانی:  Błonie Małe) یک روستا در لهستان است که در گمینا بیلانه واقع شده‌است.